# Oxystele
Oxystele is een geslacht van weekdieren uit de klasse van de Gastropoda (slakken).

## Soorten
- Oxystele antoni Herbert, 2015
- Oxystele fulgurata (Philippi, 1848)
- Oxystele impervia (Menke, 1843)
- Oxystele sinensis (Gmelin, 1791)
- Oxystele tabularis (Krauss, 1848)
- Oxystele tigrina (Dillwyn, 1817)